# Projektauftrag
Der Projektauftrag ist ein Dokument, das die Existenz eines Projektes formell bestätigt. Der Projektauftrag ist Teil des Umfangsmanagements und wird in der Regel von einer Managerin oder einem Manager einer höheren Ebene unterzeichnet. Mit dem Projektauftrag wird meist der Projektleiter benannt und das Projektbudget freigegeben. 

## Begriffsklärung
Der Begriff 'Projektauftrag' ist nicht normiert und wird unterschiedlich verwendet. Teilweise wird allgemein von 'Auftrag' oder von 'Projektvereinbarung' gesprochen. Synonym wird häufig der Begriff 'Projektleitervereinbarung' benutzt, wobei Umfang und Funktion des Projektauftrages über eine bloße Benennung des Projektleiters hinausgehen. Bei Projekten mit externen Dienstleistern wird der Projektauftrag oft durch einen formellen Vertrag ersetzt.

## Funktion im Projektmanagement-Prozess
Dem Projektauftrag geht meist ein Projektantrag bzw. Projektvorschlag voraus, in dem die Ausgangslage, Ziele, Projektergebnisse, Kosten und Nutzen sowie Organisation skizziert ist. Aufgrund des Projektantrages wird über die Durchführung eines Projektes entschieden. Der Projektauftrag ist der formelle Startschuss zum Projekt. Dies ist von Bedeutung, weil die Definition eines Projektes eine genau festgelegte Zeitspanne umfasst. Ohne Vorliegen eines Projektauftrages kann im Nachhinein der Beginn eines Projektes oft nicht mehr nachvollzogen werden. Dies zieht dann meist Probleme bei der Abrechnung oder Verantwortlichkeit nach sich.

## Bestandteile
Der Begriff und die Inhalte des Projektauftrages sind nicht normiert. In der Praxis verwenden Organisationen unterschiedliche Dokumente, die nach Form, Umfang und Inhalt erheblich variieren. Da der Projektauftrag auf dem Projektantrag aufbaut, finden sich einige seiner Elemente hier wieder. Folgende Inhalte sind in den meisten Projektaufträgen zu finden:
- Projektbezeichnung
- Auftraggeber
- Projektbeginn und -ende
- Kurzbeschreibung, Unternehmensbedarf und Ziele
- Projektergebnisse
- Projektbudget
- Projektleiter, evtl. Projektteam
- Annahmen und Beschränkungen
- Ressourcenzuweisung
- Terminvorgaben